# Juan Pablo Andrade
Juan Pablo Andrade Moya (* 29. November 1988 in Molina) ist ein chilenischer Fußballspieler auf der Position eines Innenverteidigers.

## Karriere
Juan Pablo Andrade kam mit 15 Jahren in die Jugend von Universidad de Chile. 2007 unterschrieb der Abwehrspieler seinen ersten Profivertrag bei dem Verein, wurde jedoch mehrmals verliehen. 2010 wechselte er zu Unión San Felipe, wo er in der ersten Liga auflief, jedoch mit seinem Team 2012 in die Primera B abstieg. Danach war er bei Vereinen hauptsächlich in der Primera B aktiv. Bei Independiente de Cauquenes trat er in der Segunda División, bei Universidad de Concepción nochmals in der Primera División an. Von Februar 2023 bis Ende 2024 spielte der 1,84 m große Defensivakteur bei Drittligist San Antonio Unido.